# حسين سرمك حسن
حسين سرمك حسن (1956 - 2020) هو ناقد وباحث ومؤلف ومفكر وطبيب عراقي، ولد في مدينة الديوانية، حاصل على شهادة البكالوريوس في الطب والجراحة العامة من كلية الطب بجامعة بغداد عام 1980، وحاصل على شهادة الماجستير في الطب النفسي من جامعة عين شمس عام 1990، شارك في العديد من المؤتمرات والندوات والمهرجانات الأدبية والعلمية.

## عضوية
1. عضو في الاتحاد العام للأدباء والكتاب في العراق.
2. عضو في نقابة الأطباء العراقيين.[1]
3. عضو في جمعية الطب النفسي العراقية.

## جوائز
1. فائز بجائزة نقابة الأطباء لأفضل كتاب طبي (المشكلات النفسية لأسرى الحرب وعائلاتهم) مناصفة عام 2002.[3]
2. مؤسس موقع الناقد العراقي والمشرف اليومي عليه منذ عام 2009.
3. مُنح درع المنتدى الثقافي العراقي في دمشق عام 2010.

1. أختير شخصية العام الثقافية لعام 2012.
2. مُنح جائزة الإبداع لسنة 2014.
3. مُنح درع ديوان العرب لعام 2016.

## مؤلفاته

### نقدية
1. التحليل النفسي لملحمة جلجامش – بغداد – مكتب غيوم للطباعة والنشر- 1999.
2. قطار الشظايا الندية – بغداد – مكتب غيوم للطباعة والنشر – 2000.
3. مملكة الحياة السوداء – بغداد – دار الشؤون الثقافية – 2001.
4. التحليل النفسي للأمثال الشعبية العراقية – بغداد – مكتب غيوم للطباعة والنشر – 2000.
5. مخيرون بالشعور مسيرون باللاشعور – بغداد – دار الشؤون الثقافية – 2002.[8]
6. التحليل النفسي لأسطورة الإله القتيل – بغداد – مكتب زياد للطباعة والنشر – 2002.
7. التحليل النفسي لأدب المراسلات (السياب وغسان كنفاني أنموذجاً) – بغداد – دار الشؤون الثقافية – 2006.
8. القرين المعادي – بغداد – دار العباد للطباعة والنشر – 2008.
9. ميسلون هادي وأدب عصر المحنة – عمان – دار الشروق للنشر والتوزيع – 2004.[9]
10. اللعنة المباركة – دمشق – دار نينوى للطباعة والنشر – 2008.[10]
11. الركابي عرّاب اللاشعور الماكر – بيروت – المؤسسة العربية للدراسات والنشر – 2009.[1]
12. بئر المحارم – بغداد – المكتب البغدادي للطباعة والنشر – 2006.
13. الثورة النوابية – دمشق- دار الينابيع للطباعة والنشر – الطبعة الأولى 2010.[11] (طبعة ثانية – دار ضفاف للطباعة والنشر – الشارقة/بغداد – 2013).
14. الفردوس المشؤوم – دمشق – دار الينابيع للطباعة والنشر- 2010.
15. قرن الخراب العراقي العظيم – دمشق – دار الينابيع للطباعة والنشر – 2010.
16. إشكاليات الحداثة في شعر الرفض والرثاء: يحيى السماوي أنموذجا – دمشق – دار الينابيع للطباعة والنشر – 2010.[12]
17. إغماض العينين المميت – دمشق – دار الينابيع للطباعة والنشر – 2010.[13]
18. فؤاد التكرلي والجذر الأوديبي للموقف الوجودي- بغداد – مكتب زياد للطباعة والنشر – 2002.
19. ما بعد الجحيم (رواية) – دمشق- منشورات اتحاد الكتّاب العرب – سلسلة الرواية – 2008
20. سماويّات ( بحث في نقد النقد) – دمشق – دار الينابيع للطباعة والنشر – 2011.
21. التويجري ناقداً: في أثره وهو يقص أثر المتنبي- دمشق – دار الينابيع للطباعة والنشر – 2010.
22. شتاء دافيء – القاهرة – دار سنابل للكتاب – الطبعة الأولى – 2010. (طبعة ثانية – عمّان – دار فضاءات للنشر والتوزيع – 2013).
23. كوميديا الغياب الدامية – دمشق – دار كنعان للطباعة والنشر – 2010.
24. بين حكيم اليمامة وحكيم المعرّة – دمشق – دار أمل الجديدة – 2011.
25. جليل القيسي عرّاب العزلة المقدّسة – بغداد – دار الشؤون الثقافية – سلسلة الموسوعة الثقافية – 2011.
26. جابر خليفة جابر والكتابة السردية الجديدة – دار ضفاف للطباعة والنشر – الشارقة / بغداد – 2012.
27. عيسى حسن الياسري: شاعر قرية أم شاعر انسانية، دراسة تحليلية أسلوبية في شعره - فضاءات للنشر -  2013.[14]
28. يحيى السماوي وفنّ البساطة المُربكة – دمشق – دار تموز للطباعة والنشر – 2013.
29. ثلاثية الأرواح الضائعة – دار ضفاف للطباعة والنشر – الشارقة / بغداد – 2013.
30. الناي يبكي أمّه القصبة – دمشق – دار أمل الجديدة – 2012.[15]
31. جماليات السرد الضاري – دمشق – دار تموز للطباعة والنشر – 2014.
32. ناطق خلوصي وأدب الشدائد الفاجعة – دار ضفاف – الشارقة / بغداد – 2014.
33. السينما: فنّ الإبهار المُميت – دار ضفاف – الشارقة / بغداد – 2014.
34. البطل البرىء- مؤسسة المثقف- سيدني، إستراليا ودار أمل الجديدة في دمشق – سوريا – 2017.
35. أفعى جلجامش وعشبة الحطاب الجديدة- دار نينوى- دمشق- 2018.
36. هوليود بين عوالم المخابرات ودهاليز السياسة المظلمة- جزآن- دار الورشة- بغداد- 2019.

### علمية
1. المُرشد في مرض الصرع ( ترجمة ) – بغداد – دار الشؤون الثقافية – موسوعة علوم – 1988.
2. المشكلات النفسية لأسرى الحرب وعائلاتهم – القاهرة – دار مدبولي – 1995.[16]
3. المُرشد النفسي في رعاية المعاقين – بغداد – مكتب زياد للطباعة والنشر – 1998.
4. موسوعة تاريخ الطب – ( ثلاثة أجزاء) – ترجمة – بغداد – دار الشؤون الثقافية – 2006.
5. أمراض الأشخاص المهمين جدا الـ(vip) – بغداد – دار الشؤون الثقافية – سلسلة الموسوعة الثقافية – 2000.
6. فاجعة تعذيب الأسرى العراقيين في أبي غريب (دراسة في سيكولوجية الشخصية الأمريكية) – بغداد – مكتبة الطيف – 2006.
7. موسوعة النمو النفسي للإنسان من الرحم حتى سن الثامنة عشرة – دمشق – دار تموز للطباعة والنشر – 2013.
8. موسوعة الأخلاق الطبّية والسلوك المهني للأطباء – دمشق – دار تموز للطباعة والنشر – 2013.
9. العائلة والكوارث – دمشق – دار تموز للطباعة والنشر – 2013.
10. العائلة والكوارث (ترجمة للغة الكوردية) – د, حسين سرمك حسن – ترجمة دانا حسن – إصدار منظمة (تاكو) للشؤون النفسية والاجتماعية – مطبعة (پەنجەرە) في مدينة طهران في إيران- 2017.

### فكرية
1. الإزدواجية المُسقطة (محاولة في تحليل شخصية الدكتور علي الوردي) (مشاركة مع الأستاذ سلام الشماع) – دمشق – دار الينابيع للطباعة والنشر – 2012، طبعة ثانية مزيدة ومنقحة- دار الورشة- بغداد – 2019.
2. علي الوردي عدوّ السلاطين ووعّاظهم – دار ضفاف للطباعة والنشر – الشارقة/بغداد – 2013.
3. ليلة تسليم جلجامش لليهود – دار ضفاف للطباعة والنشر – الشارقة/بغداد- 2016.
4. موسوعة جرائم الولايات المتحدة الأمريكية (25 جزء)– دار ضفاف للطباعة والنشر – الشارقة/بغداد – 2016.
5. إدوارد سنودن: أشهر مُطارَد سياسي في العالم وأسرار المليون وثيقة الخطيرة التي سرّبها- دار ضفاف- بغداد- 2019.
6. مَنْ اغتال أميرة القلوب: ديانا ؟ أسرارٌ تُكشف لأول مرّة وصور ووثائق جديدة (ترجمة وإعداد)- تقديم أ.د. أحمد عبد المجيد- دار الورشة – بغداد – 2019.
7. أمريكا وإرهاب الدولة- جزآن- دار الورشة- بغداد- 2019.
8. البنك الدولي وصندوق النقد الدولي أدوات للتعمير أو للتدمير- مراجعة برامجها للإصلاح الهيكلي في أكثر من 50 دولة- 3 أجزاء – دار الورشة- بغداد- 2020.